# Naocha Singh
Naocha Singh Huidrom (nacido el 24 de agosto de 1999) es un futbolista profesional indio que juega como defensa en el club Mumbai City de la Superliga india.

## Carrera

### TRAU
En 2017, cambió su base de NEROCA a TRAU, que jugaba en la liga de segunda división.

### Gokulam Kerala
El 6 de agosto de 2019, se anunció que Singh fichó en Gokulam Kerala en la I-League.

## Estadísticas

### Club
| Club                         | Estación                | Liga                            | Liga         | Liga      | Taza         | Taza      | Continental  | Continental | Total        | Total     |
| Club                         | Estación                | División                        | aplicaciones | Objetivos | aplicaciones | Objetivos | aplicaciones | Objetivos   | aplicaciones | Objetivos |
| ---------------------------- | ----------------------- | ------------------------------- | ------------ | --------- | ------------ | --------- | ------------ | ----------- | ------------ | --------- |
| TRAU                         | 2017-18                 | Segunda División de la I-League | 0            | 0         | 0            | 0         | —            | —           | 0            | 0         |
| NEROCA                       | 2018-19                 | I-League                        | 7            | 0         | 0            | 0         | —            | —           | 7            | 0         |
| Gokulam Kerala               | 2019-20                 | I-League                        | 14           | 0         | 5            | 0         | 4            | 0           | 23           | 0         |
| Gokulam Kerala               | 2020-21                 | I-League                        | 15           | 0         | 3            | 0         | —            | —           | 18           | 0         |
| Gokulam Kerala               | Total de Gokulam Kerala | Total de Gokulam Kerala         | 29           | 0         | 8            | 0         | 4            | 0           | 41           | 0         |
| Mumbai City                  | 2021-22                 | Superliga de India              | 0            | 0         | 0            | 0         | —            | —           | 0            | 0         |
| East Bengal (préstamo)       | 2021-22                 | Superliga de India              | 5            | 0         | 0            | 0         | —            | —           | 5            | 0         |
| RoundGlass Punjab (préstamo) | 2022-23                 | I-liga                          | 15           | 1         | 2            | 0         | —            | —           | 17           | 1         |
| Carrera total                | Carrera total           | Carrera total                   | 56           | 1         | 10           | 0         | 4            | 0           | 70           | 1         |